# Pierre-Emerick Aubameyang
Pierre-Emerick Emiliano François Aubameyang (Laval, 18 giugno 1989) è un calciatore francese naturalizzato gabonese, attaccante dell'Olympique Marsiglia e della nazionale gabonese, della quale è capitano.
Dopo gli inizi in vari club francesi, emerse nel Saint-Étienne dove divenne un elemento chiave della squadra che vinse la Coupe de la Ligue nell'edizione 2012-2013. Nel 2013 passò al Borussia Dortmund, dove, sotto la guida del tecnico Jürgen Klopp, da ala fu trasformato in attaccante puro: nel quinquennio a Dortmund vinse due DFL-Supercup consecutive (2013 e 2014) e una DFB-Pokal (2016-2017), affermandosi tra gli attaccanti più prolifici in Europa fino a laurearsi capocannoniere della Bundesliga nell'edizione 2016-2017. Dal 2018 al 2022 ha militato nell'Arsenal, vincendo una FA Cup (2019-2020) e un Community Shield (2020). Nel 2023 fa ritorno in Francia, all'Olympique Marsiglia; dopo una sola stagione si trasferisce agli arabi dell'Al-Qadisiya.
A livello internazionale, nel 2009 ha esordito con la nazionale gabonese, di cui è il miglior marcatore in assoluto e con cui ha preso parte a cinque fasi finali di Coppa d'Africa, della quale è stato capocannoniere nel 2012, e al torneo olimpico di Londra 2012. Nel 2015 è stato eletto Calciatore africano dell'anno dalla CAF, primo gabonese ad aggiudicarsi tale riconoscimento.
Assieme a Cristiano Ronaldo ed Edin Džeko, è uno dei tre giocatori ad essere stati capaci di siglare almeno 50 reti in tre dei cinque principali campionati europei; nel suo caso, tedesco, inglese e francese con le maglie Borussia Dortmund, Arsenal, Chelsea, Lilla, Monaco, Saint-Étienne e Olympique Marsiglia.

## Biografia
Nasce in Francia da madre spagnola e padre gabonese, l'ex calciatore Pierre Aubameyang; Pierre-Emerick è fratello minore di Catilina (1983) e Willy (1987), a loro volta divenuti calciatori.

## Caratteristiche tecniche
È un centravanti veloce e abile dal punto di vista tecnico, capace di adattarsi anche al ruolo di esterno offensivo. Si distingue inoltre per la capacità di dribbling e la vena realizzativa.

## Carriera

### Club

#### Gli inizi
Di madre spagnola e padre gabonese, Aubameyang ha iniziato a giocare nei vivai di alcune società minori francesi. Nel 2005 è entrato nelle giovanili rossoneri  in Italia, dove rimarrà per un triennio. Ha poi destato le attenzioni dei corregionali del Milan, che nel gennaio 2007 lo hanno portato nella loro squadra Primavera; nell'agosto seguente ha fatto parte della squadra che ha partecipato alla prima edizione della Champions Youth Cup svoltasi in Malaysia, della quale è stato capocannoniere con 7 gol in 6 partite, aggiudicandosi così il "Trofeo Roberto Bettega". Secondo Filippo Galli, suo allenatore dell'epoca, «Aubameyang aveva dei numeri di spessore, anche se nel mio Milan schierato con 4-2-3-1 giocava nel tridente offensivo largo a destra. Eventualmente poteva anche fare da seconda punta. Era sempre molto disponibile, desideroso di imparare, Pierre leggeva molto bene tutte le fasi di gioco della partita. Insieme a Darmian era l’elemento tatticamente di spicco della mia squadra.»
Aggregato - pur se non stabilmente - alla formazione rossonera nell'estate del 2007, dopo zero presenze il 21 giugno 2008 è stato dato in prestito al Digione, per poter giocare continuamente in prima squadra. Ha esordito in Ligue 2 il 1º agosto in Lens-Digione 3-1 e ha segnato il primo gol tra i professionisti il 22 agosto, sbloccando il punteggio nel 2-1 al Tours.
Il 23 maggio 2009, dopo la fine della stagione al Digione, è passato in prestito per un anno con diritto di riscatto al Lilla. Con il Lilla ha esordito nelle competizioni UEFA per club il 6 agosto 2009 nella partita di Europa League contro il Sevojno, subentrando al 64' a Touré, e in Ligue 1 il 9 agosto 2009 conto il Lorient, subentrando al 59' a Béria. Il 13 dicembre 2009 ha segnato la prima rete con la maglia del Lilla nella partita di campionato contro il Monaco, realizzando il gol del definitivo 4-0.
Terminata la stagione il Lilla ha deciso di non esercitare il diritto di riscatto e il giocatore è ritornato al Milan, il club proprietario del suo cartellino. Il 7 luglio 2010 è stato ceduto al Monaco in prestito per una stagione con diritto di riscatto. Aubameyang ha esordito con il Monaco il 7 agosto 2010 nella prima giornata della Ligue 1 2010-2011 contro l'Olympique Lione (0-0) e nei sei mesi con la maglia della squadra monegasca ha disputato in totale 23 partite e segnato 2 reti, entrambe in campionato.

#### Saint-Étienne

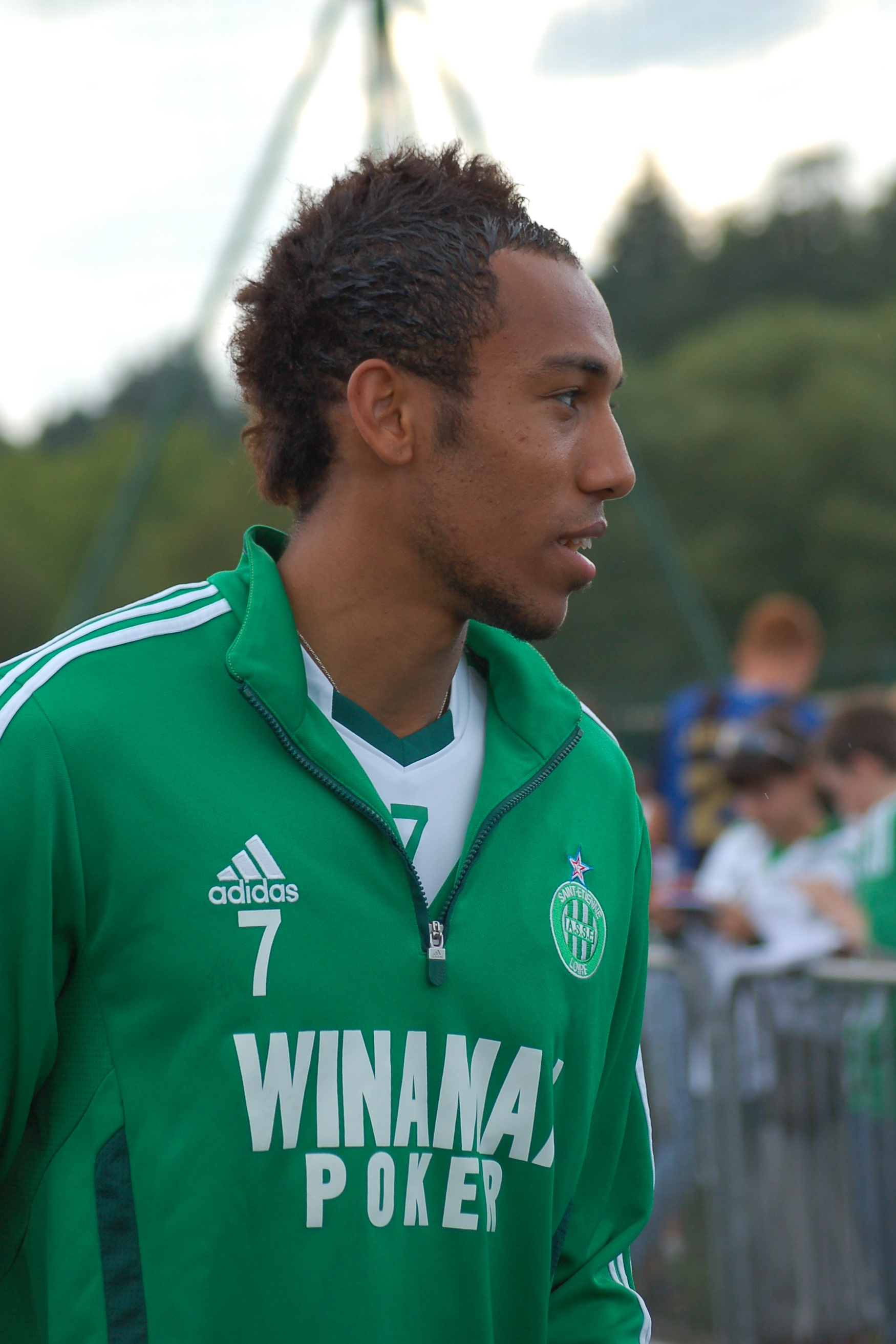
Aubameyang in allenamento al Saint-Étienne nel 2011

Il 31 gennaio 2011 è stato ufficializzato il suo passaggio al Saint-Étienne, fino al termine della stagione 2010-2011, in prestito con diritto di riscatto. Ha esordito con il Saint-Étienne il 5 febbraio 2011 contro il Montpellier, subentrando al 62' ad Alonso.
Il 9 aprile 2011 contro l'Auxerre ha segnato la prima rete con la maglia del Saint-Étienne. A fine stagione, conclusa con all'attivo 14 presenze e 2 gol, Milan e Saint-Étienne si sono accordati per prolungare il prestito del giocatore alla squadra francese per un ulteriore anno. Il 22 dicembre 2011 la società francese ha annunciato di aver riscattato dal Milan al prezzo di un milione di euro il cartellino del giocatore franco-gabonese.
Il 22 febbraio 2012, nel recupero della 22ª giornata della Ligue 1 2011-2012 vinto per 4-2 contro il Lorient, ha segnato la prima tripletta in carriera. Alla fine della stagione 2011-2012 ha totalizzato 18 reti in 38 partite, delle quali 16 in Ligue 1 che gli hanno valso il primato di reti segnate in una sola stagione del massimo campionato francese da un giocatore del Saint-Étienne, a pari merito con Gomis.
Nella stagione seguente ha migliorato tale primato riuscendo a segnare 19 gol in 37 partite (secondo miglior marcatore della Ligue 1 2012-2013 alle spalle di Ibrahimović) alle quali se ne sono aggiunte altre 4 realizzate in Coppa di Francia; inoltre ha anche vinto la Coppa di Lega francese 2012-2013, la prima della storia della squadra della Loira.
In totale nelle due stagioni e mezza trascorse con la maglia del Saint-Étienne ha disputato 97 partite e segnato 41 gol.

#### Borussia Dortmund

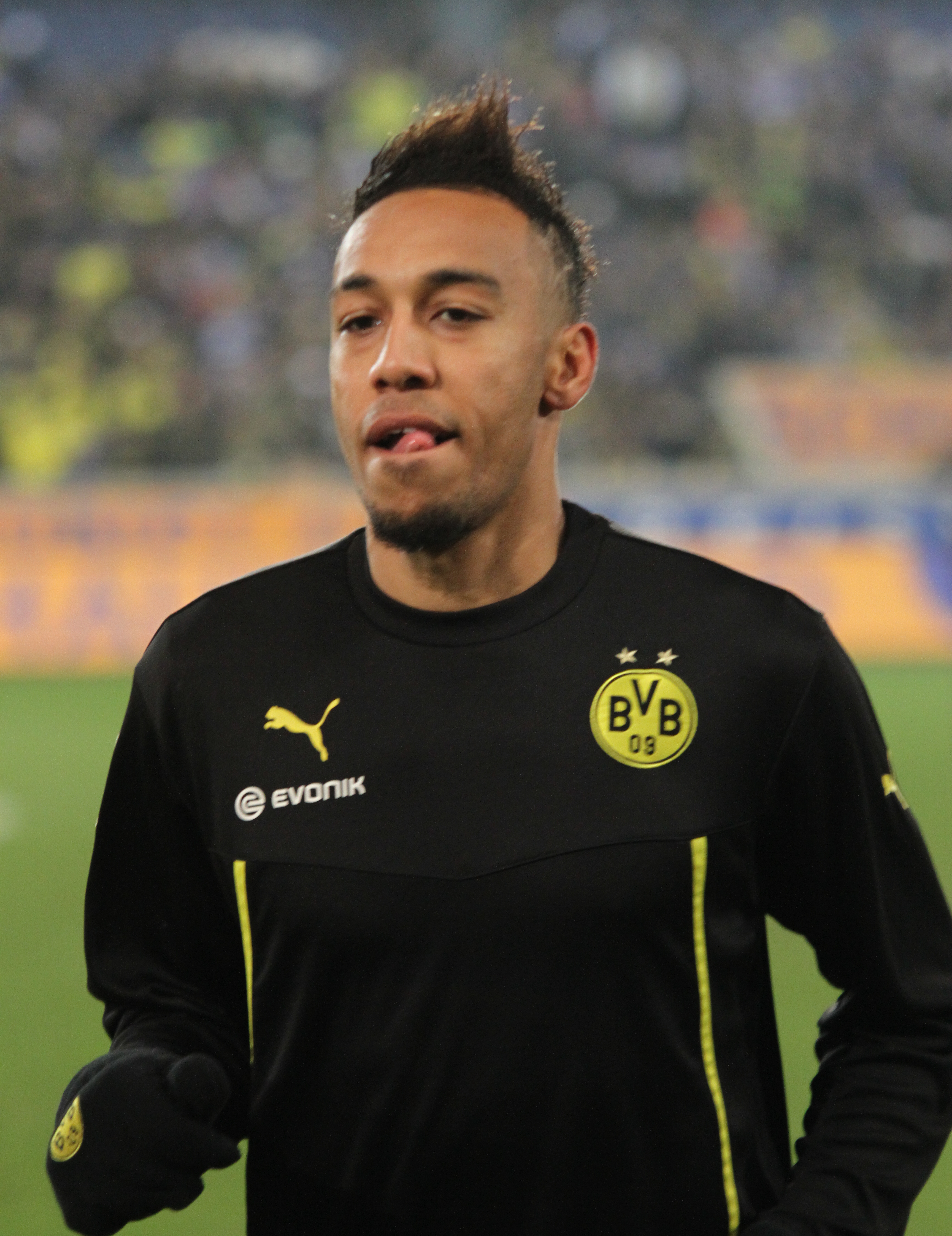
Aubameyang in riscaldamento prepartita con il Borussia Dortmund nel 2014

Il 4 luglio 2013 il Borussia Dortmund ha ufficializzato l'acquisto di Aubameyang: il giocatore è costato al club tedesco 13 milioni di euro più 2 di bonus legati al rendimento.
Ha esordito con la maglia giallonera il 27 luglio seguente nella partita di Supercoppa di Germania, vinta dal Borussia Dortmund contro il Bayern Monaco, subentrando a Błaszczykowski nel corso della ripresa e realizzando l'assist per il gol del definitivo 4-2 di Reus. Il 10 agosto 2013, all'esordio in Bundesliga, ha realizzato le prime reti per il Borussia Dortmund segnando una tripletta nella vittoria per 4-0 in casa dell'Augusta. È diventato così il primo calciatore gabonese a giocare nel massimo campionato tedesco e il sesto giocatore che è riuscito a segnare 3 gol all'esordio in Bundesliga. Il 26 novembre 2013, nella gara casalinga contro il Napoli, ha segnato il suo primo gol in una competizione europea, nonché il suo primo gol stagionale in Champions League con la maglia del Borussia, realizzando la rete del definitivo 3-1.
Il 13 agosto 2014 vince la Supercoppa di Germania battendo il Bayern Monaco e segnando il goal del definitivo 2-0. È il secondo trofeo con i gialloneri per il giocatore gabonese.
Il 5 novembre 2016 realizza la sua prima quaterna in carriera, nello spazio di quarantotto minuti, nel match contro l'Amburgo. Al termine della stagione si laurea con 31 gol capocannoniere della Bundesliga 2016-2017 e vince la Coppa di Germania contribuendo alla causa con 2 reti e 2 assist in 4 presenze. Lascia il Borussia Dortmund dopo 4 stagioni e mezza condite da 213 presenze, 141 gol e 36 assist

#### Arsenal
Il 31 gennaio 2018 l'Arsenal comunica l'ingaggio del calciatore gabonese per una cifra record nella storia del club, che secondo le fonti specializzate sarebbe pari a circa 64 milioni di euro. Esordisce con la maglia dei Gunners il 4 febbraio successivo, nella vittoria in campionato contro l'Everton (5-1); nella circostanza, realizza anche la prima rete col nuovo club. Il 1 aprile seguente mette a segno la sua prima doppietta con la maglia dell'Arsenal ai danni dello Stoke City. Chiude la sua prima stagione con i londinesi con 10 gol in 14 partite.

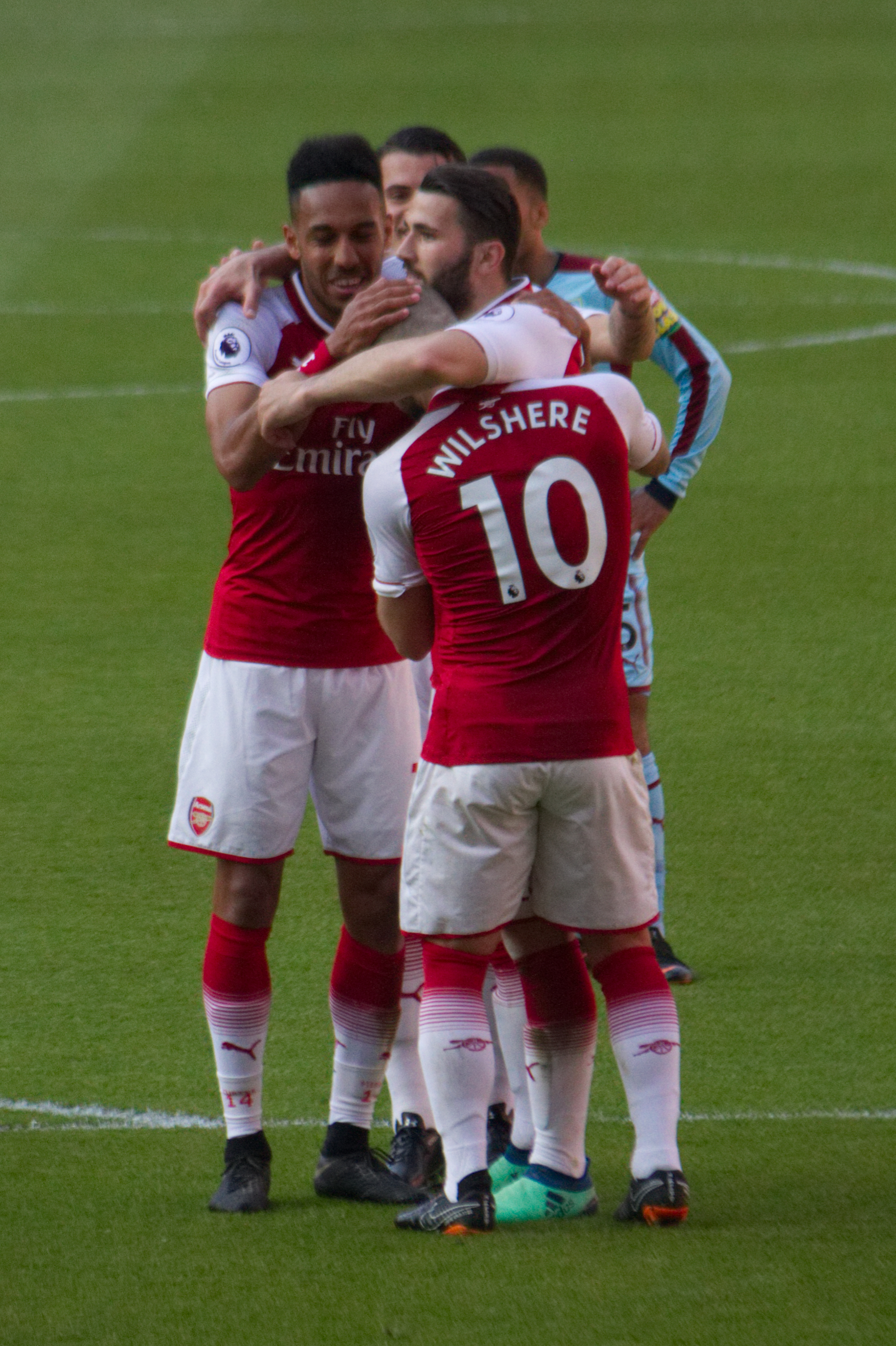
Aubameyang (a sinistra) esulta coi compagni dell'Arsenal per un gol di Kolašinac nel 2018

Il 20 settembre 2018 Aubameyang sigla le sue prime reti europee con i Gunners, nel match di Europa League contro il Vorskla. Dopo 10 giornate si ritrova già capocannoniere con 7 reti segnate. Il 9 maggio 2019, in occasione della semifinale di ritorno di Europa League contro il Valencia (2-4), sigla la sua prima tripletta con la maglia dell'Arsenal. È il tra gli artefici della risalita dell'Arsenal sino al quinto posto finale in campionato, grazie a 22 reti che ne fanno il capocannoniere della Premier League, ex aequo con Mohamed Salah e Sadio Mané del Liverpool.
Il 5 novembre 2019 gli viene consegnata la fascia di capitano della squadra dall'allenatore Unai Emery, a seguito dei conflitti tra la tifoseria londinese e il calciatore svizzero Granit Xhaka. Nella stagione 2019-2020, segnata dalla sospensione provocata dalla pandemia di COVID-19, raggiunge, andando in gol nella partita vinta per 4-0 contro il Norwich City il 1º luglio 2020, quota 50 gol in campionato con l'Arsenal e lo fa in 79 partite, il minore numero di incontri per un calciatore dei Gunners che abbia segnato almeno 50 reti in Premier League con il club londinese. Chiude la stagione con 22 reti in campionato, una in meno del capocannoniere Jamie Vardy e a pari merito con Danny Ings. Il 18 luglio successivo, nella semifinale di FA Cup, segna i due gol che consentono ai Gunners di eliminare il Manchester City; il 1º agosto, nella finale contro il Chelsea, realizza la doppietta che permette all'Arsenal di vincere per 2-1 e di aggiudicarsi il trofeo: Aubameyang è il primo africano a vincere la FA Cup da capitano. Chiude la stagione con 44 partite in tutte le competizione e 29 reti.
Il 29 agosto 2020 inizia la nuova stagione segnando un gol e trasformando in rete il quinto e decisivo tiro della serie di rigori contro il Liverpool, permettendo all'Arsenal di vincere la Supercoppa d'Inghilterra dopo l'1-1 dei tempi regolamentari. Nella stagione 2020-2021 non mantiene il rendimento delle precedenti annate, sia perché contrae la malaria durante una trasferta in Africa con la sua nazionale, sia perché colpito da numerosi infortuni per diversi mesi; gioca comunque 39 partite e segna 15 reti.
Nel corso della stagione seguente, non viene convocato per la gara del 15 dicembre 2021 contro il West Ham Utd e si vede privato della fascia di capitano per essere tornato in ritardo da un viaggio all’estero autorizzato dalla società londinese. Si svincola dall'Arsenal il 1º febbraio 2022.

#### Barcellona, Chelsea e Olympique Marsiglia
Dopo essersi svincolato dall'Arsenal, a partire dal 1º febbraio 2022 inizia ad allenarsi con il Barcellona in attesa del via libera al tesseramento: il giorno dopo viene ufficializzato il suo trasferimento ai catalani. Il 6 febbraio, in occasione dell'Otro Clásico contro il Atlético Madrid, debutta con la maglia blaugrana subentrando a gara in corso ad Adama Traoré. Il successivo 20 febbraio sigla la sua prima doppietta per Barcellona, in occasione del gara di campionato contro il Valencia; quattro giorni dopo mette a segno la sua prima rete in UEFA Europa League, in occasione della vittoria esterna 4-2 contro il Napoli. Va a segno anche nella gara casalinga vinta per 4-0 contro l'Athletic Bilbao. Termina la stagione con 13 reti in 21 gare.
Dopo un semestre in Spagna, il 2 settembre 2022 fa ritorno a Londra, stavolta sponda Chelsea, per la cifra di 12 milioni di euro. Dopo un ruolino di sole 3 reti coi Blues tra campionato e coppe, il 21 luglio 2023 risolve il contratto con la società inglese e si trasferisce in Francia, accasandosi all'Olympique Marsiglia. Mette a segno 30 reti in 51 partite stagionali tra Ligue 1 e coppe laureandosi capocannoniere della UEFA Europa League 2023-2024 con 10 gol. Al termine della stagione lascia il club francese.

#### Al Qadisiya e ritorno al Marsiglia
Il 18 luglio 2024, Aubameyang viene ingaggiato a titolo definitivo dall'Al-Qadisiya, squadra neopromossa in Saudi Professional League.
Il 30 luglio 2025 torna al Marsiglia da svincolato, firmando un contratto annuale.

### Nazionale

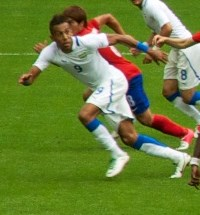
Aubameyang con il Gabon durante il torneo olimpico di

Aubameyang ha esordito con la nazionale francese Under-21 l'11 febbraio 2009 contro la selezione Under-23 della Tunisia, subentrando a Feghouli all'inizio del secondo tempo. Nel marzo 2009 è stato convocato dal CT Giresse nella nazionale maggiore del Gabon, con cui ha esordito il 28 marzo 2009 a Casablanca contro il Marocco, partita valida per le qualificazioni al mondiale 2010, segnando un gol al debutto nel 2-0 finale.
Nel gennaio 2010 ha partecipato alla Coppa d'Africa svoltasi in Angola, dove ha disputato tutte le tre partite del Gabon, giocando la seconda da titolare e subentrando nel secondo tempo nelle restanti due. La sua nazionale ha concluso la fase a gironi al terzo posto, a pari punti con le qualificate Zambia e Camerun. Nel gennaio 2012 è stato convocato dal CT Gernot Rohr per la Coppa d'Africa 2012, alla quale il Gabon si è qualificato d'ufficio come Paese ospitante insieme alla Guinea Equatoriale. Nel corso della manifestazione Aubameyang ha segnato il primo gol della propria nazionale nella prima partita giocata e vinta per 2-0 contro il Niger.
È andato a segno anche nelle successive due partite del girone contro Marocco (1 gol) e Tunisia, contro cui ha realizzato l'unica rete della partita che ha decretato, oltre alla vittoria, anche la prima posizione in classifica del Gabon a punteggio pieno nel gruppo C. Nei quarti di finale il Gabon è stato eliminato ai rigori dal Mali dopo l'1-1 dei tempi regolamentari e supplementari; Aubameyang ha dapprima fornito l'assist a Éric Mouloungui per il gol del momentaneo vantaggio gabonese e poi è stato autore dell'unico errore nei rigori, che ha sancito l'eliminazione del Gabon.
In totale nel corso della competizione ha disputato 4 partite segnando 3 gol, che gli hanno valso il primo posto nella classifica dei marcatori della manifestazione a pari merito con Diabaté, Drogba, Katongo, Kharja, Manucho e Mayuka; il premio come capocannoniere della Coppa d'Africa 2012 è stato assegnato a quest'ultimo. Nel luglio 2012 è stato inserito da Mbourounot nell'elenco dei 18 giocatori per le Olimpiadi 2012 a Londra. Nella partita di esordio nella manifestazione contro la Svizzera Aubameyang, schierato come titolare, ha segnato il gol del definitivo 1-1 allo scadere del primo tempo. Viene convocato anche per disputare la Coppa d'Africa 2015, dove segna un gol nella prima partita contro il Burkina Faso.
Il 28 dicembre 2016 il CT José Antonio Camacho lo ha inserito nella lista dei 23 convocati per la Coppa d'Africa 2017, dove il Gabon, padrone di casa, è stato eliminato al primo turno dopo tre pareggi e in cui Aubameyang fu l'autore delle uniche due reti segnate dalla Nazionale nel torneo.
Viene convocato anche per la Coppa d'Africa 2021 in Camerun, ma è costretto a fermarsi senza aver giocato nemmeno una partita a causa di problemi di natura cardiaca legati alla contrazione del COVID-19.

## Statistiche
Tra club, nazionale maggiore e nazionali giovanili, Aubameyang ha giocato globalmente 776 partite, segnando 388 reti, alla media di 0.5 gol a partita.

### Presenze e reti nei club
Statistiche aggiornate al 30 luglio 2025.
| Stagione                   | Squadra                    | Campionato                 | Campionato | Campionato | Coppe nazionali | Coppe nazionali | Coppe nazionali | Coppe continentali | Coppe continentali | Coppe continentali | Altre coppe | Altre coppe | Altre coppe | Totale | Totale |
| Stagione                   | Squadra                    | Comp                       | Pres       | Reti       | Comp            | Pres            | Reti            | Comp               | Pres               | Reti               | Comp        | Pres        | Reti        | Pres   | Reti   |
| -------------------------- | -------------------------- | -------------------------- | ---------- | ---------- | --------------- | --------------- | --------------- | ------------------ | ------------------ | ------------------ | ----------- | ----------- | ----------- | ------ | ------ |
| 2007-2008                  | Milan                      | A                          | 0          | 0          | CI              | 0               | 0               | UCL                | 0                  | 0                  | SU+Cmc      | 0           | 0           | 0      | 0      |
| 2008-2009                  | Digione                    | L2                         | 34         | 8          | CF+CdL          | 4+1             | 2+0             | -                  | -                  | -                  | -           | -           | -           | 39     | 10     |
| 2009-2010                  | Lilla                      | L1                         | 14         | 2          | CF+CdL          | 0+1             | 0               | UEL                | 9                  | 0                  | -           | -           | -           | 24     | 2      |
| 2010-gen. 2011             | Monaco                     | L1                         | 19         | 2          | CF+CdL          | 1+3             | 0               | -                  | -                  | -                  | -           | -           | -           | 23     | 2      |
| feb.-mar. 2011             | Saint-Étienne 2            | CFA                        | 2          | 0          |                 | -               | -               | -                  | -                  | -                  | -           | -           | -           | 2      | 0      |
| gen.-giu. 2011             | Saint-Étienne              | L1                         | 14         | 2          | CF+CdL          | 0               | 0               | -                  | -                  | -                  | -           | -           | -           | 14     | 2      |
| 2011-2012                  | Saint-Étienne              | L1                         | 36         | 16         | CF+CdL          | 0+2             | 2               | -                  | -                  | -                  | -           | -           | -           | 38     | 18     |
| 2012-2013                  | Saint-Étienne              | L1                         | 37         | 19         | CF+CdL          | 4+4             | 2+0             | -                  | -                  | -                  | -           | -           | -           | 45     | 21     |
| Totale Saint-Étienne       | Totale Saint-Étienne       | Totale Saint-Étienne       | 87         | 37         |                 | 10              | 4               |                    | -                  | -                  |             | -           | -           | 97     | 41     |
| 2013-2014                  | Borussia Dortmund          | BL                         | 32         | 13         | CG              | 6               | 2               | UCL                | 9                  | 1                  | SG          | 1           | 0           | 48     | 16     |
| 2014-2015                  | Borussia Dortmund          | BL                         | 33         | 16         | CG              | 4               | 5               | UCL                | 8                  | 3                  | SG          | 1           | 1           | 46     | 25     |
| 2015-2016                  | Borussia Dortmund          | BL                         | 31         | 25         | CG              | 4               | 3               | UEL                | 14                 | 11                 | -           | -           | -           | 49     | 39     |
| 2016-2017                  | Borussia Dortmund          | BL                         | 32         | 31         | CG              | 4               | 2               | UCL                | 9                  | 7                  | SG          | 1           | 0           | 46     | 40     |
| 2017-gen. 2018             | Borussia Dortmund          | BL                         | 16         | 13         | CG              | 1               | 3               | UCL                | 6                  | 4                  | SG          | 1           | 1           | 24     | 21     |
| Totale Borussia Dortmund   | Totale Borussia Dortmund   | Totale Borussia Dortmund   | 144        | 98         |                 | 19              | 15              |                    | 46                 | 26                 |             | 4           | 2           | 213    | 141    |
| gen.-giu. 2018             | Arsenal                    | PL                         | 13         | 10         | FACup+CdL       | 0+1             | 0               | UEL                | 0                  | 0                  | CS          | 0           | 0           | 14     | 10     |
| 2018-2019                  | Arsenal                    | PL                         | 36         | 22         | FACup+CdL       | 1+2             | 1+0             | UEL                | 12                 | 8                  | -           | -           | -           | 51     | 31     |
| 2019-2020                  | Arsenal                    | PL                         | 36         | 22         | FACup+CdL       | 2+0             | 4+0             | UEL                | 6                  | 3                  | -           | -           | -           | 44     | 29     |
| 2020-2021                  | Arsenal                    | PL                         | 29         | 10         | FACup+CdL       | 1+0             | 1+0             | UEL                | 8                  | 3                  | CS          | 1           | 1           | 39     | 15     |
| 2021-feb. 2022             | Arsenal                    | PL                         | 14         | 4          | FACup+CdL       | 0+1             | 0+3             | -                  | -                  | -                  | -           | -           | -           | 15     | 7      |
| Totale Arsenal             | Totale Arsenal             | Totale Arsenal             | 128        | 68         |                 | 8               | 9               |                    | 26                 | 14                 |             | 1           | 1           | 163    | 92     |
| feb.-giu. 2022             | Barcellona                 | PD                         | 17         | 11         | CR              | 0               | 0               | UEL                | 6                  | 2                  | SS          | 0           | 0           | 23     | 13     |
| lug.-ago. 2022             | Barcellona                 | PD                         | 1          | 0          | CR              | -               | -               | UCL                | -                  | -                  |             | -           | -           | 1      | 0      |
| Totale Barcellona          | Totale Barcellona          | Totale Barcellona          | 18         | 11         |                 | 0               | 0               |                    | 6                  | 2                  |             | 0           | 0           | 24     | 13     |
| set. 2022-2023             | Chelsea                    | PL                         | 15         | 1          | FACup+CdL       | 0+0             | 0               | UCL                | 6                  | 2                  | -           | -           | -           | 21     | 3      |
| 2023-2024                  | Olympique Marsiglia        | L1                         | 34         | 17         | CF              | 2               | 1               | UCL+UEL            | 2+13               | 2+10               | -           | -           | -           | 51     | 30     |
| 2024-2025                  | Al-Qadisiya                | SPL                        | 32         | 17         | KC              | 4               | 4               | -                  | -                  | -                  | -           | -           | -           | 36     | 21     |
| 2025-2026                  | Olympique Marsiglia        | L1                         | -          | -          | CF              | -               | -               | UCL                | -                  | -                  | -           | -           | -           | -      | -      |
| Totale Olympique Marsiglia | Totale Olympique Marsiglia | Totale Olympique Marsiglia | 34         | 17         |                 | 2               | 1               |                    | 15                 | 12                 |             | -           | -           | 51     | 30     |
| Totale carriera            | Totale carriera            | Totale carriera            | 527        | 261        |                 | 53              | 35              |                    | 15                 | 12                 |             | 5           | 2           | 694    | 355    |

### Cronologia presenze e reti in nazionale
| Cronologia completa delle presenze e delle reti in nazionale ― Gabon | Cronologia completa delle presenze e delle reti in nazionale ― Gabon | Cronologia completa delle presenze e delle reti in nazionale ― Gabon | Cronologia completa delle presenze e delle reti in nazionale ― Gabon | Cronologia completa delle presenze e delle reti in nazionale ― Gabon | Cronologia completa delle presenze e delle reti in nazionale ― Gabon | Cronologia completa delle presenze e delle reti in nazionale ― Gabon | Cronologia completa delle presenze e delle reti in nazionale ― Gabon |
| Data                                                                 | Città                                                                | In casa                                                              | Risultato                                                            | Ospiti                                                               | Competizione                                                         | Reti                                                                 | Note                                                                 |
| -------------------------------------------------------------------- | -------------------------------------------------------------------- | -------------------------------------------------------------------- | -------------------------------------------------------------------- | -------------------------------------------------------------------- | -------------------------------------------------------------------- | -------------------------------------------------------------------- | -------------------------------------------------------------------- |
| 28-3-2009                                                            | Casablanca                                                           | Marocco                                                              | 0 – 2                                                                | Gabon                                                                | Qual. Mondiali 2010                                                  | 1                                                                    | 38’ 72’                                                              |
| 6-6-2009                                                             | Libreville                                                           | Gabon                                                                | 3 – 0                                                                | Togo                                                                 | Qual. Mondiali 2010                                                  | -                                                                    | 79’                                                                  |
| 11-8-2009                                                            | Dieppe                                                               | Benin                                                                | 1 – 1                                                                | Gabon                                                                | Amichevole                                                           | 1                                                                    | 46’                                                                  |
| 5-9-2009                                                             | Libreville                                                           | Gabon                                                                | 0 – 2                                                                | Camerun                                                              | Qual. Mondiali 2010                                                  | -                                                                    | 73’                                                                  |
| 9-9-2009                                                             | Yaoundé                                                              | Camerun                                                              | 2 – 1                                                                | Gabon                                                                | Qual. Mondiali 2010                                                  | -                                                                    | 59’                                                                  |
| 10-10-2009                                                           | Libreville                                                           | Gabon                                                                | 3 – 1                                                                | Marocco                                                              | Qual. Mondiali 2010                                                  | -                                                                    | 84’                                                                  |
| 14-11-2009                                                           | Lomé                                                                 | Togo                                                                 | 1 – 0                                                                | Gabon                                                                | Qual. Mondiali 2010                                                  | -                                                                    | 40’                                                                  |
| 6-1-2010                                                             | Bloemfontein                                                         | Gabon                                                                | 2 – 0                                                                | Mozambico                                                            | Amichevole                                                           | -                                                                    | 60’                                                                  |
| 13-1-2010                                                            | Lubango                                                              | Camerun                                                              | 0 – 1                                                                | Gabon                                                                | Coppa d'Africa 2010 - 1º turno                                       | -                                                                    | 78’                                                                  |
| 17-1-2010                                                            | Lubango                                                              | Gabon                                                                | 0 – 0                                                                | Tunisia                                                              | Coppa d'Africa 2010 - 1º turno                                       | -                                                                    | 90’                                                                  |
| 21-1-2010                                                            | Benguela                                                             | Gabon                                                                | 1 – 2                                                                | Zambia                                                               | Coppa d'Africa 2010 - 1º turno                                       | -                                                                    | 62’                                                                  |
| 19-5-2010                                                            | Ajaccio                                                              | Gabon                                                                | 3 – 0                                                                | Togo                                                                 | Amichevole                                                           | 1                                                                    | 76’                                                                  |
| 11-8-2010                                                            | Algeri                                                               | Algeria                                                              | 1 – 2                                                                | Gabon                                                                | Amichevole                                                           | 1                                                                    |                                                                      |
| 6-9-2010                                                             | Cannes                                                               | Burkina Faso                                                         | 1 – 1                                                                | Gabon                                                                | Amichevole                                                           | -                                                                    | 30’                                                                  |
| 8-10-2010                                                            | Mascate                                                              | Oman                                                                 | 1 – 0                                                                | Gabon                                                                | Amichevole                                                           | -                                                                    |                                                                      |
| 12-10-2010                                                           | Istanbul                                                             | Arabia Saudita                                                       | 1 – 0                                                                | Gabon                                                                | Amichevole                                                           | -                                                                    |                                                                      |
| 17-11-2010                                                           | Saint-Gratien                                                        | Senegal                                                              | 2 – 1                                                                | Gabon                                                                | Amichevole                                                           | 1                                                                    | 77’ 87’                                                              |
| 9-2-2011                                                             | Rouen                                                                | Gabon                                                                | 2 – 0                                                                | RD del Congo                                                         | Amichevole                                                           | -                                                                    | 46’                                                                  |
| 7-6-2011                                                             | Moanda                                                               | Gabon                                                                | 0 – 1                                                                | Gambia                                                               | Amichevole                                                           | -                                                                    | 90’                                                                  |
| 10-8-2011                                                            | Saint-Leu-la-Forêt                                                   | Gabon                                                                | 1 – 1                                                                | Guinea                                                               | Amichevole                                                           | -                                                                    |                                                                      |
| 10-11-2011                                                           | Libreville                                                           | Gabon                                                                | 0 – 2                                                                | Brasile                                                              | Amichevole                                                           | -                                                                    |                                                                      |
| 15-11-2011                                                           | Saint-Leu-la-Forêt                                                   | Ghana                                                                | 2 – 1                                                                | Gabon                                                                | Amichevole                                                           | -                                                                    | 75’                                                                  |
| 16-1-2012                                                            | Franceville                                                          | Gabon                                                                | 0 – 0                                                                | Sudan                                                                | Amichevole                                                           | -                                                                    |                                                                      |
| 23-1-2012                                                            | Libreville                                                           | Gabon                                                                | 2 – 0                                                                | Niger                                                                | Coppa d'Africa 2012 - 1º turno                                       | 1                                                                    | 84’                                                                  |
| 27-1-2012                                                            | Libreville                                                           | Gabon                                                                | 3 – 2                                                                | Marocco                                                              | Coppa d'Africa 2012 - 1º turno                                       | 1                                                                    |                                                                      |
| 31-1-2012                                                            | Franceville                                                          | Gabon                                                                | 1 – 0                                                                | Tunisia                                                              | Coppa d'Africa 2012 - 1º turno                                       | 1                                                                    |                                                                      |
| 5-2-2012                                                             | Libreville                                                           | Gabon                                                                | 1 – 1 dts (4 - 5 dtr)                                                | Mali                                                                 | Coppa d'Africa 2012 - Quarti di finale                               | -                                                                    |                                                                      |
| 9-6-2012                                                             | Libreville                                                           | Gabon                                                                | 1 – 0                                                                | Burkina Faso                                                         | Qual. Mondiali 2014                                                  | -                                                                    |                                                                      |
| 8-9-2012                                                             | Libreville                                                           | Gabon                                                                | 1 – 1                                                                | Togo                                                                 | Qual. Coppa d'Africa 2013                                            | -                                                                    |                                                                      |
| 14-10-2012                                                           | Lomé                                                                 | Togo                                                                 | 2 – 1                                                                | Gabon                                                                | Qual. Coppa d'Africa 2013                                            | 1                                                                    |                                                                      |
| 23-3-2013                                                            | Pointe-Noire                                                         | Rep. del Congo                                                       | 1 – 0                                                                | Gabon                                                                | Qual. Mondiali 2014                                                  | -                                                                    |                                                                      |
| 8-6-2013                                                             | Franceville                                                          | Gabon                                                                | 0 – 0                                                                | Rep. del Congo                                                       | Qual. Mondiali 2014                                                  | -                                                                    |                                                                      |
| 15-6-2013                                                            | Franceville                                                          | Gabon                                                                | 4 – 1                                                                | Niger                                                                | Qual. Mondiali 2014                                                  | 3                                                                    |                                                                      |
| 7-9-2013                                                             | Ouagadougou                                                          | Burkina Faso                                                         | 1 – 0                                                                | Gabon                                                                | Qual. Mondiali 2014                                                  | -                                                                    |                                                                      |
| 6-9-2014                                                             | Libreville                                                           | Gabon                                                                | 1 – 0                                                                | Angola                                                               | Qual. Coppa d'Africa 2015                                            | -                                                                    |                                                                      |
| 10-9-2014                                                            | Maseru                                                               | Lesotho                                                              | 1 – 1                                                                | Gabon                                                                | Qual. Coppa d'Africa 2015                                            | -                                                                    |                                                                      |
| 11-10-2014                                                           | Libreville                                                           | Gabon                                                                | 2 – 0                                                                | Burkina Faso                                                         | Qual. Coppa d'Africa 2015                                            | 2                                                                    | 90’                                                                  |
| 15-10-2014                                                           | Ouagadougou                                                          | Burkina Faso                                                         | 1 – 1                                                                | Gabon                                                                | Qual. Coppa d'Africa 2015                                            | -                                                                    |                                                                      |
| 9-1-2015                                                             | Casablanca                                                           | Senegal                                                              | 1 – 0                                                                | Gabon                                                                | Amichevole                                                           | -                                                                    | 46’                                                                  |
| 17-1-2015                                                            | Bata                                                                 | Burkina Faso                                                         | 0 – 2                                                                | Gabon                                                                | Coppa d'Africa 2015 - 1º Turno                                       | 1                                                                    | cap.                                                                 |
| 21-1-2015                                                            | Bata                                                                 | Rep. del Congo                                                       | 1 – 0                                                                | Gabon                                                                | Coppa d'Africa 2015 - 1º Turno                                       | -                                                                    | cap.                                                                 |
| 25-1-2015                                                            | Bata                                                                 | Guinea Equatoriale                                                   | 2 – 0                                                                | Gabon                                                                | Coppa d'Africa 2015 - 1º Turno                                       | -                                                                    | cap.                                                                 |
| 25-3-2015                                                            | Beauvais                                                             | Gabon                                                                | 4 – 3                                                                | Mali                                                                 | Amichevole                                                           | 2                                                                    | cap. 90+3’                                                           |
| 14-6-2015                                                            | Libreville                                                           | Gabon                                                                | 0 – 0                                                                | Costa d'Avorio                                                       | Amichevole                                                           | -                                                                    | cap.                                                                 |
| 5-9-2015                                                             | Libreville                                                           | Gabon                                                                | 4 – 0                                                                | Sudan                                                                | Amichevole                                                           | 1                                                                    | cap.                                                                 |
| 9-10-2015                                                            | Radès                                                                | Tunisia                                                              | 3 – 3                                                                | Gabon                                                                | Amichevole                                                           | 1                                                                    | cap.                                                                 |
| 12-10-2015                                                           | Mons                                                                 | Gabon                                                                | 1 – 2                                                                | RD del Congo                                                         | Amichevole                                                           | -                                                                    | cap.                                                                 |
| 14-11-2015                                                           | Libreville                                                           | Gabon                                                                | 1 – 0 dts (4 – 3 dtr)                                                | Mozambico                                                            | Qual. Mondiali 2018                                                  | -                                                                    | cap.                                                                 |
| 25-3-2016                                                            | Franceville                                                          | Gabon                                                                | 2 – 1                                                                | Sierra Leone                                                         | Amichevole                                                           | 1                                                                    | cap. 90+3’                                                           |
| 2-9-2016                                                             | Khartoum                                                             | Sudan                                                                | 1 – 2                                                                | Gabon                                                                | Amichevole                                                           | 1                                                                    | cap.                                                                 |
| 8-10-2016                                                            | Franceville                                                          | Gabon                                                                | 0 – 0                                                                | Marocco                                                              | Qual. Mondiali 2018                                                  | -                                                                    | cap.                                                                 |
| 12-11-2016                                                           | Bamako                                                               | Mali                                                                 | 0 – 0                                                                | Gabon                                                                | Qual. Mondiali 2018                                                  | -                                                                    | cap.                                                                 |
| 14-1-2017                                                            | Libreville                                                           | Gabon                                                                | 1 – 1                                                                | Guinea-Bissau                                                        | Coppa d'Africa 2017 - 1º turno                                       | 1                                                                    | cap.                                                                 |
| 18-1-2017                                                            | Libreville                                                           | Gabon                                                                | 1 – 1                                                                | Burkina Faso                                                         | Coppa d'Africa 2017 - 1º turno                                       | 1                                                                    | cap.                                                                 |
| 22-1-2017                                                            | Libreville                                                           | Gabon                                                                | 0 – 0                                                                | Camerun                                                              | Coppa d'Africa 2017 - 1º turno                                       | -                                                                    | cap.                                                                 |
| 7-10-2017                                                            | Casablanca                                                           | Marocco                                                              | 3 – 0                                                                | Gabon                                                                | Qual. Mondiali 2018                                                  | -                                                                    | cap.                                                                 |
| 8-9-2018                                                             | Libreville                                                           | Gabon                                                                | 1 – 1                                                                | Burundi                                                              | Qual. Coppa d'Africa 2019                                            | 1                                                                    | cap.                                                                 |
| 13-10-2018                                                           | Libreville                                                           | Gabon                                                                | 3 – 0                                                                | Sudan del Sud                                                        | Qual. Coppa d'Africa 2019                                            | -                                                                    | cap.                                                                 |
| 22-3-2019                                                            | Bujumbura                                                            | Burundi                                                              | 1 – 1                                                                | Gabon                                                                | Qual. Coppa d'Africa 2019                                            | -                                                                    | cap. 37’                                                             |
| 10-10-2019                                                           | Saint-Leu-la-Forêt                                                   | Burkina Faso                                                         | 0 – 1                                                                | Gabon                                                                | Amichevole                                                           | 1                                                                    | cap.                                                                 |
| 15-10-2019                                                           | Tangeri                                                              | Marocco                                                              | 2 – 3                                                                | Gabon                                                                | Amichevole                                                           | -                                                                    | cap. 49’ 90+4’                                                       |
| 14-11-2019                                                           | Kinshasa                                                             | RD del Congo                                                         | 0 – 0                                                                | Gabon                                                                | Qual. Coppa d'Africa 2021                                            | -                                                                    | cap.                                                                 |
| 17-11-2019                                                           | Libreville                                                           | Gabon                                                                | 2 – 1                                                                | Angola                                                               | Qual. Coppa d'Africa 2021                                            | -                                                                    | cap.                                                                 |
| 12-11-2020                                                           | Libreville                                                           | Gabon                                                                | 2 – 1                                                                | Gambia                                                               | Qual. Coppa d'Africa 2021                                            | 1                                                                    | cap.                                                                 |
| 16-11-2020                                                           | Bakau                                                                | Gambia                                                               | 2 – 1                                                                | Gabon                                                                | Qual. Coppa d'Africa 2021                                            | -                                                                    | cap.                                                                 |
| 25-3-2021                                                            | Libreville                                                           | Gabon                                                                | 3 – 0                                                                | RD del Congo                                                         | Qual. Coppa d'Africa 2021                                            | 1                                                                    | cap.                                                                 |
| 1-9-2021                                                             | Bengasi                                                              | Libia                                                                | 2 – 1                                                                | Gabon                                                                | Qual. Mondiali 2022                                                  | -                                                                    | cap. 63’                                                             |
| 5-9-2021                                                             | Franceville                                                          | Gabon                                                                | 1 – 1                                                                | Egitto                                                               | Qual. Mondiali 2022                                                  | -                                                                    | cap.                                                                 |
| 8-10-2021                                                            | Luanda                                                               | Angola                                                               | 3 – 1                                                                | Gabon                                                                | Qual. Mondiali 2022                                                  | -                                                                    | cap.                                                                 |
| 11-10-2021                                                           | Franceville                                                          | Gabon                                                                | 2 – 0                                                                | Angola                                                               | Qual. Mondiali 2022                                                  | 1                                                                    | cap.                                                                 |
| 12-11-2021                                                           | Franceville                                                          | Gabon                                                                | 1 – 0                                                                | Libia                                                                | Qual. Mondiali 2022                                                  | 1                                                                    | cap.                                                                 |
| 2-1-2022                                                             | Dubai                                                                | Burkina Faso                                                         | 3 – 0                                                                | Gabon                                                                | Amichevole                                                           | -                                                                    | Uscita                                                               |
| 4-1-2022                                                             | Dubai                                                                | Mauritania                                                           | 1 – 1                                                                | Gabon                                                                | Amichevole                                                           | 1                                                                    | cap.                                                                 |
| 18-6-2023                                                            | Franceville                                                          | Gabon                                                                | 0 – 2                                                                | RD del Congo                                                         | Qual. Coppa d'Africa 2023                                            | -                                                                    | cap.                                                                 |
| 9-9-2023                                                             | Nouakchott                                                           | Mauritania                                                           | 2 – 1                                                                | Gabon                                                                | Qual. Coppa d'Africa 2023                                            | -                                                                    | cap.                                                                 |
| 7-6-2024                                                             | Korhogo                                                              | Costa d'Avorio                                                       | 1 – 0                                                                | Gabon                                                                | Qual. Mondiali 2026                                                  | -                                                                    | cap. 56’                                                             |
| 11-6-2024                                                            | Libreville                                                           | Gabon                                                                | 3 – 2                                                                | Gambia                                                               | Qual. Mondiali 2026                                                  | 1                                                                    | cap. 87’                                                             |
| 6-9-2024                                                             | Agadir                                                               | Marocco                                                              | 4 – 1                                                                | Gabon                                                                | Qual. Coppa d'Africa 2025                                            | 1                                                                    | cap.                                                                 |
| 10-9-2024                                                            | Franceville                                                          | Gabon                                                                | 2 – 0                                                                | Rep. Centrafricana                                                   | Qual. Coppa d'Africa 2025                                            | 1                                                                    | cap. 90+5’                                                           |
| 15-11-2024                                                           | Franceville                                                          | Gabon                                                                | 1 – 5                                                                | Marocco                                                              | Qual. Coppa d'Africa 2025                                            | -                                                                    | cap. 82’                                                             |
| 23-3-2025                                                            | Nairobi                                                              | Kenya                                                                | 1 – 2                                                                | Gabon                                                                | Qual. Mondiali 2026                                                  | 2                                                                    |                                                                      |
| Totale                                                               |                                                                      | Presenze (6º posto)                                                  | 81                                                                   |                                                                      | Reti (1º posto)                                                      | 35                                                                   |                                                                      |

## Palmarès

### Club
- Coppa di Lega francese: 1

Saint-Étienne: 2012-2013
- Supercoppa di Germania: 2

Borussia Dortmund: 2013, 2014
- Coppa di Germania: 1

Borussia Dortmund: 2016-2017
- Coppa d'Inghilterra: 1

Arsenal: 2019-2020
- Community Shield: 1

Arsenal: 2020

### Individuale
- Capocannoniere della Champions Youth Cup: 1

2007 (7 reti)
- Capocannoniere della Coppa d'Africa: 1

Gabon-Guinea Equatoriale 2012
- Trophées UNFP du football: 2

Squadra ideale della Ligue 1: 2013, 2024
- Calciatore africano dell'anno: 1

2015
- Squadra della stagione della UEFA Europa League: 3

2015-2016, 2018-2019, 2023-2024
- Capocannoniere della Bundesliga: 1

2016-2017 (31 reti)
- Capocannoniere della Premier League: 1

2018-2019 (22 reti, a pari merito con Mohamed Salah e Sadio Mané)
- Squadra maschile CAF del decennio 2011-2020 IFFHS: 1

2020
- Capocannoniere della UEFA Europa League: 1

2023-2024 (10 reti)
- Calciatore della stagione della UEFA Europa League: 1

2023-2024